# Семёнова, Алёна Михайловна
Алёна Миха́йловна Райнер (род. 30 июля 1980 года, Ленинград) — российская актриса театра и кино, кинорежиссёр, сценаристка.

## Биография
Алёна Семёнова родилась 30 июля 1980 года в городе Ленинграде. Её отец, Михаил Семёнов, был актёром театра и кино.
Алёна училась на режиссёрском факультете ЛГИТМИК (курс Ю. Красовенко). В 1999—2003 годах, — актриса МХТ им. А. П. Чехова.
В 2003 году окончила Школу-студию МХАТ (курс Д. Брусникина, Р. Козака). В том же году поступает на службу в Московский академический театр им. Вл. Маяковского.
Известность актрисе принесла роль Светы в телесериале «Кармелита» (2005).
В 2011 году Алёна окончила «Высшую школу кинематографического мастерства» (курс проф. К. С. Лопушанского). Как режиссёр-постановщик и автор сценария дебютировала в 2009 году, — фильм «Рябиновый вальс».
В 2015 году на экраны вышла многосерийная остросюжетная мелодрама «Красная королева», отмеченная прессой и критикой как серьёзная и большая режиссёрская работа Алёны Семёновой. Сюжет фильма основан на фактах биографии из жизни известной советской манекенщицы Регины Збарской.
Алёна — член Союза кинематографистов России и Гильдии кинорежиссёров России, номинант и лауреат театральных и кинофестивалей.
У актрисы две дочери-близняшки: Аглая и Алика.

## Театральные работы
- Московский Художественный театр имени А. П. Чехова

| Спектакль           | Роль    |
| ------------------- | ------- |
| Учитель словесности | Людмила |

- Московский академический театр им. Вл. Маяковского[9]

| Спектакль        | Роль           |
| ---------------- | -------------- |
| Жертва века      | Шансонетка     |
| Карамазовы       | Лиза Хохлакова |
| Мёртвые души     | Улинька        |
| Опасный поворот  | Бетти Уайтхауз |
| Развод по-женски | Мэри-младшая   |

- Открытый Театр Юлия Малакянца (город Москва)

| Спектакль                  | Роль |
| -------------------------- | ---- |
| Вольный стрелок Кречинский | Лида |

## Фильмография

### Актриса
| Год       |   | Название                              | Роль                 |
| --------- | - | ------------------------------------- | -------------------- |
| 2001      | с | Воровка                               | внучка Розы Марковны |
| 2002—2004 | с | Тайный знак                           | Лиля                 |
| 2002      | с | Воровка 2                             | Надя                 |
| 2005      | с | Кармелита                             | Светлана             |
| 2006      | с | Служба 21, или Мыслить надо позитивно | Яна, студентка       |
| 2008      | с | Москва улыбается                      | снималась            |
| 2008      | с | ГИБДД и т.д.                          | лейтенант Берестовая |
| 2009      | с | Кармелита. Цыганская страсть          | Светлана             |
| 2009      | с | Солдаты. Дембель неизбежен            | журналистка          |

### Режиссёр
| Год  |     | Название                 | примечание |
| ---- | --- | ------------------------ | ---------- |
| 2009 | док | Выпускной на минном поле | режиссёр   |
| 2009 | ф   | Рябиновый вальс          | режиссёр   |
| 2010 | ф   | Обитель                  | режиссёр   |
| 2011 | с   | Только ты                | режиссёр   |
| 2012 | с   | Предчувствие             | режиссёр   |
| 2014 | с   | Поворот наоборот         | режиссёр   |
| 2015 | с   | Красная королева         | режиссёр   |
| 2018 | с   | Хор                      | режиссёр   |

### Сценарист
| Год  |   | Название          | примечание |
| ---- | - | ----------------- | ---------- |
| 2009 | ф | Рябиновый вальс   | сценарист  |
| 2013 | ф | Фото на документы | сценарист  |
| 2018 | с | Хор               | сценарист  |

## Награды и номинации
| церемония (учредитель)                                                            | год  | номинация                      | фильм              | результат |
| --------------------------------------------------------------------------------- | ---- | ------------------------------ | ------------------ | --------- |
| 8 Международный фестиваль кинематографических дебютов «Дух Огня» (Ханты-Мансийск) | 2010 | Приз «Золотая тайга»           | «Рябиновый вальс»  | Победа    |
| 18 Международный кинофестиваль «Любовь и сумасшествие» (Варна)                    | 2010 | Гран-при                       | «Рябиновый вальс»  | Победа    |
| 18 Фестиваль русского кино в Онфлёр                                               | 2010 | Лучший дебют                   | «Рябиновый вальс»  | Победа    |
| 49 US International Film & Video Festival (США)                                   | 2016 | «Silver screen», лучший сериал | «Красная королева» | Победа    |
| Национальная премия «Телетриумф 2016» (Украина)                                   | 2016 | лучший телесериал              | «Красная королева» | Номинация |
| Международный кинофестиваль «17 мгновений…» им. Вячеслава Тихонова                | 2017 | лучший сериал                  | «Красная королева» | Победа    |